# Eugène Gonzalve Malardot
Eugène Gonzalve Malardot (* 2. Juni 1832 in Metz; † 15. Februar 1871 in La Charité-sur-Loire (Nièvre)) war ein französischer Maler, Radierer und Fotograf. Er gilt als einer der Pioniere der Presse- und insbesondere der Kriegsfotografie.

## Lebensweg
Eugène Gonzalve Malardot wurde 1832 in Metz in eine Kleinhändler-Familie geboren. Er wurde zunächst als Maler und später als Radierer bekannt, interessierte sich jedoch auch für die neue Erfindung der Fotografie. Er erwarb fotografische Kenntnisse durch seine Zusammenarbeit mit zwei Pionieren der Fotografie, Charles-Raphaël Maréchal und Eugène Casimir Volmerange-Oulif.
Im Jahr 1853 ging Malardot nach Frankfurt am Main, um dort die Techniken der fotografischen Retusche zu erlernen.
Malardot gehörte zu einem kleinen Kreis von Fotografen, die mit neuen chemischen, optischen und technischen Verfahren zur Verbesserung der Fotografie experimentierten.
Er heiratete die im Jahr 1839 geborene Marguerite Rajon. Deren Bruder, also Malardots Schwager, der Maler und Graveur Paul Adolphe Rajon, geboren am 2. Juli 1843 in Dijon (Côte-d'Or), gestorben am 7. Juni 1888 in Auvers-sur-Oise (Val-d'Oise), nahm im Jahr 1857 eine Stelle als Retuscheur in Malardots Fotoatelier an.
Schon bald darauf, im Mai 1859, suchte das Atelier Malardot erneut einen Retuscheur.
Im Jahr 1862, kurz nach dem Tod von Casimir Oulif, eröffnete Gonzalve Malardot ein Fotoatelier in Metz an der Place de Chambre Nr. 7, das bis zu seinem Tod im Jahr 1871 bestand. Dort beschäftigte er seinen Bruder Auguste Léon Malardot. Eugène Gonzalve unterstützte anfangs einen weiteren Bruder finanziell, nämlich den Maler und Grafiker Charles-André Malardot (1817–1879), dessen Talent erst recht spät entdeckt wurde.
Das Atelier Malardot produzierte mehrere tausend Bilder, darunter viele Porträtfotos im Visitformat (Carte de visite, CdV), die zu jener Zeit sehr beliebt waren.
Malardot präsentierte seine Fotografien bei mehreren Ausstellungen. So nahm er zum Beispiel im Jahr 1867 an der Weltausstellung in Paris teil, wo er die Fotografie der „charmanten Büste eines jungen Mädchens“ ausstellte, die nicht erhalten geblieben ist.
Neben seinen zahlreichen CdV-Porträts sind seine bekanntesten Fotos die von der Belagerung seiner Heimatstadt Metz im Jahr 1870 im Zuge des Deutsch-Französischen Krieges von 1870/71. Bekanntgeworden ist vor allem seine Serie von Aufnahmen, die Malardot vom Turm der Kirche Saint Simon in Metz herunter aufnahm und zu einem 360-Grad-Panorama zusammensetzte. Unter den damaligen technischen Voraussetzungen war es sehr schwierig, solche Panoramafotos zu erstellen. Malardot musste etwa 80 Kilo Ausrüstung auf den Kirchturm hinauftragen und die dort aufgenommenen Glasplatten-Fotos gleich vor Ort im Kirchturm entwickeln.
Offenbar ist Malardot in Anerkennung seiner fotografischen Verdienste in die Ehrenlegion aufgenommen worden; jedenfalls wies ein Aufdruck auf der Rückseite seiner CdV-Fotos darauf hin, dass er „einziger Vertreter des Pantheon des Kaiserlichen Ordens der Ehrenlegion für das Département Moselle“ sei.
Malardot starb bereits am 15. Februar 1871 im Alter von nur 39 Jahren, hat also das Ende des Deutsch-Französischen Krieges (am 10. Mai 1871) nicht mehr erlebt.
Sein Fotoatelier wurde offenbar von Henri Prillot bzw. den Gebrüdern Prillot aus Metz übernommen.